# Johnny G. – Gangster wider Willen
Johnny G. – Gangster wider Willen ist eine US-amerikanische Gangster-Komödie aus dem Jahr 1984.

## Handlung
Johnny Kelly, sein jüngerer Bruder Tommy und seine Mutter leben, nachdem sie in die Vereinigten Staaten eingewandert sind, in New York City knapp über der Armutsgrenze und können sich gerade so über Wasser halten. Selbstverständlich lockt das schnelle Geld in der Kriminalität, doch Johnny versprach einst seiner Mutter, immer ehrlich zu bleiben. Doch das Geld als Zeitungsverkäufer reicht nicht, um die nötigen Operationen für seine Mutter zu bezahlen, weswegen er das Angebot des Gangsterbosses Jocko Dundee annimmt, gemeinsam dessen Rivalen Roman Troy Moronie auszurauben. Der Überfall verläuft unglücklich und kann nur durch den spektakulären Einsatz Johnnys zu Ende gebracht werden. Dadurch schwört ihm Moronie nicht nur ewige Rache, er erhält auch noch seinen Spitznamen Johnny Dangerously.
Nachdem die Gesundheit von Mutter Kelly allerdings weiterhin angeschlagen ist und die Arztkosten in die Höhe steigen, tritt Johnny komplett der Dundee-Gang bei. Im Viertel wird er schnell bekannt, aber er legt auch Wert darauf, dass sein kleiner Bruder Tommy und seine Mutter davon nie etwas erfahren. Als Tommy sein Jurastudium abbrechen will, um Sally zu heiraten, redet Johnny ihm die Ehe aus und überzeugt ihn davon, doch noch Anwalt zu werden. Parallel sucht er die Gegenwart schöner Frauen und lernt die schöne Lil Sheridan kennen, die fortan sein Mädchen wird. Auch der Bandenkrieg zwischen Moronie und Dundee eskaliert. Nach einigen Straßenschlachten und einem missglückten Anschlag auf Dundee tritt dieser zurück und Johnny wird der neue Boss.
Tommy, nun der neue Assistent des Bezirksstaatsanwalts, wird dabei so energisch und ehrgeizig, dass er nicht nur fast jeden Gangster in der Stadt ausschaltet, sondern auch Moronie nach Schweden deportieren lässt, obwohl dieser behauptet, nicht von dort zu sein. Der gekaufte Staatsanwalt Burr meint zu Johnny, dass Tommy unkontrollierbar und es nur noch eine Frage der Zeit sei, bis er dahinterkommt, wer Johnny Dangerously in Wirklichkeit sei. Also ordnet Danny, ein Untergebener Johnnys, an, Tommy töten zu lassen. Doch auch dies missglückt und nachdem Johnny seinen Bruder im Krankenhaus besucht hat, lässt er Burr aus dem Weg räumen. Aber das verhindert nicht, dass Tommy auf seiner Hochzeit mit Sally herausfindet, dass sein geliebter Bruder Johnny der meistgesuchte Verbrecher der Stadt ist. Er fordert ihn zu einem Boxduell heraus, bei dem der Gewinner den Verlierer zur Aufgabe seiner jeweiligen beruflichen Tätigkeit zwingt. Johnny lässt sich von Tommy niederschlagen und ins Gefängnis einliefern, sodass seine Verbrecherkarriere zu Ende ist und Tommy als großer Held dastehen kann.
Aber Danny, der bereits insgeheim die Dundeegang übernahm, gefällt dies nicht. Er will sich nicht auch noch stellen, weswegen er den Commissioner tötet und den Mord anschließend Johnny anlastet. Da Tommy an die Unschuld von Johnny glaubt und herausfindet, dass Danny der eigentliche Mörder ist, setzt er alles daran, die nötigen Beweise aufzutreiben, um Johnny aus dem Gefängnis zu holen. Danny erfährt davon und plant dementsprechend, auch Tommy zu töten. Die ideale Gelegenheit scheint dabei ein Kinobesuch im renommierten Savoy zu sein. Johnny erfährt davon, bricht aus dem Gefängnis aus und eilt gerade noch rechtzeitig zur Vorstellung, um Danny, der sich mit seiner Waffe hinter die Leinwand geschlichen hat, aufzuhalten. Tommy ist dadurch gerettet, Johnny wird vom anwesenden Gouverneur begnadigt und Danny wird verhaftet.

## Kritik
„Turbulente Parodie auf die Gangsterfilme Hollywoods, die das Genre respektlos ironisiert und dabei vor keiner Albernheit zurückschreckt. Durch die grobe Synchronisation verliert der überwiegend auf Wortwitz setzende Film weitgehend an Wirkung.“

## Veröffentlichung
Nach seinem Kinostart am 21. Dezember 1984 konnte der Film in den USA etwas mehr als 17 Mio. US-Dollar an den Kinokassen einspielen. In Deutschland erschien der Film im Juni 1986 direkt auf VHS.